# یو ناکاساتو
یو ناکاساتو (انگلیسی: Yu Nakasato؛ زادهٔ ۱۴ ژوئیهٔ ۱۹۹۴) بازیکن فوتبال است که در تیم ملی فوتبال زنان ژاپن بازی کرده‌است.